# بام (بام و صفی‌آباد)
بام، روستایی در دهستان بام بخش بام شهرستان بام و صفی‌آباد در استان خراسان شمالی ایران است. این روستا، مرکز بخش بام است.
بام تا سال ۱۳۳۹ خورشیدی، یکی از روستاهای شهرستان سبزوار در استان خراسان بوده‌است.

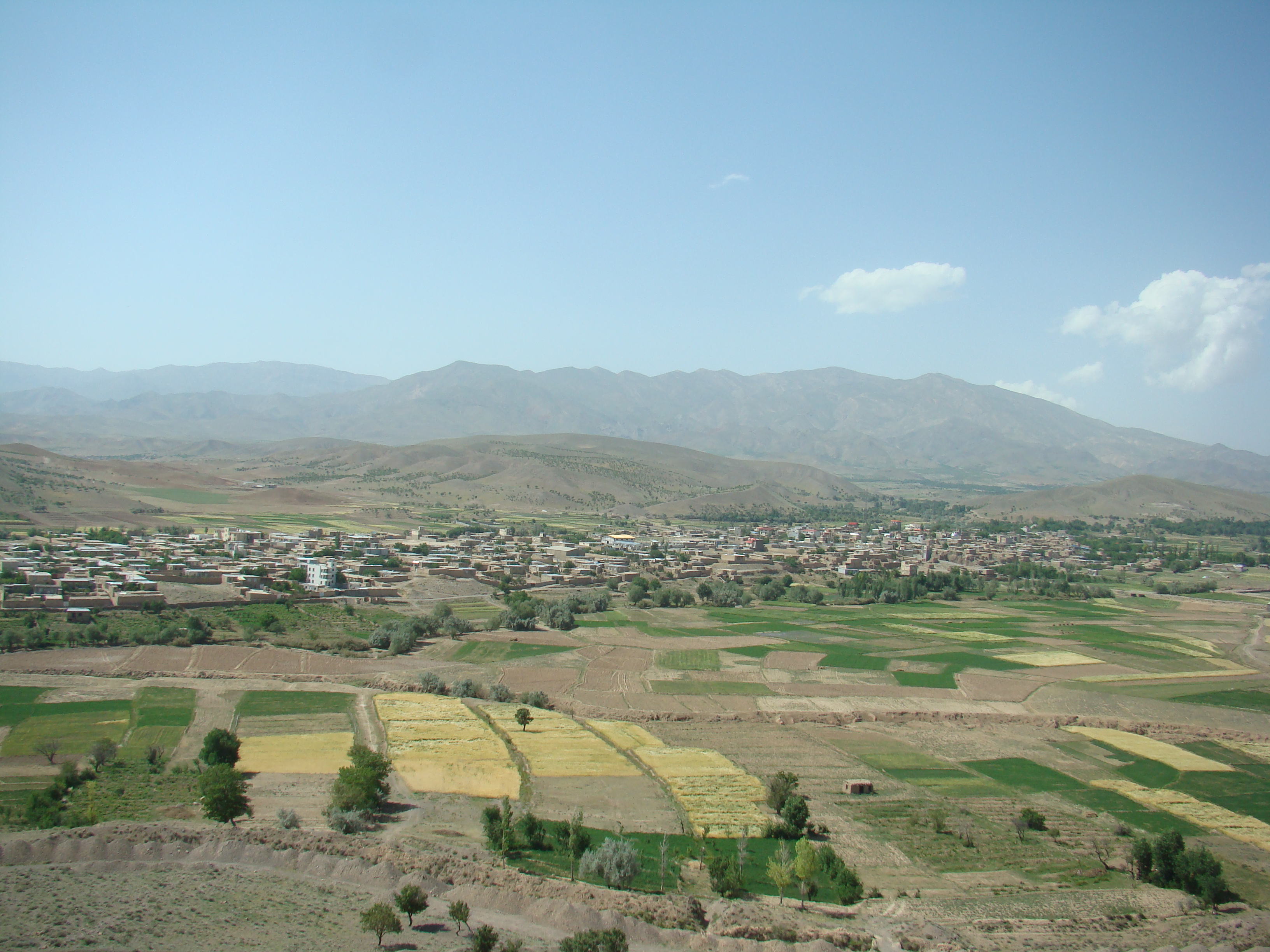
دور نمایی از موقعیت روستای بام

## پیشینه
عبدالغافر فارسی در کتاب «السیاق» اسفنج، بان و راونیر نام می‌برد که از قرای ارغیان‌اند.
ابوسعد سمعانی (۶۱۶–۵۶۲ هـ) می‌نویسد:
ارغیان ناحیه ای از نواحی نیشابور می‌باشد که مشتمل بر چندین قریه مانند سبنج، بان، روانیر که روستاهای آن به دلیل جماعتی از اهل علم که به آنجا نسبت می‌دهند شناخته شده‌است.
سمعانی می‌نویسد:
الحاکم ایمان خان ابوالفتح سهل بن علی بن احمد بن الحسن الارغیانی از قریة بان است
شمس‌الدین دمشقی در کتاب «نخبه الدهر فی عجائب البر و البحر» آورده‌است: «از شهرهای نیشابور، شهرستان را می‌توان نام برد که از بناهای عبدالله پسر طاهر است … دیگر سرزمین‌های با خزر بالین و غیان است که سرزمین غیان را چنان‌که سمعانی گفته‌است ارغیان نیز می‌خوانند، همه این سرزمینها بسیار پرفایده و حاصلخیزند» (دمشقی، ۱۳۵۶، ص ۳۵۰)
باتوجه به گزارش‌هایی که به صورت پراکنده از لابلای منابع مختلف جمع‌آوری گشت، می‌توان چنین استنباط کرد که ارغیان تا حمله مغول یکی از ولایت‌های معروف که تابع نیشابور بوده و از لحاظ موقعیت در جنوب قوچان قرارداشته و حدود ۷۱ قریه را شامل می‌شده‌است. از این تعداد روستای ذکرشده مهم‌ترین روستاهای آن که به دلیل داشتن مشاهیر و رجال شهرت عام داشته‌اند؛ بان، اسفنج و راونیر می‌باشد.
از نوشته‌های خوافی چنین استنباط می‌شود ولایت جهان و ارغیان همان ارغیان قبل از دوره تیموری است جون او از روستای بان و اسفنج نام برده که در منابع قرون سوم تا هفتم هجری جزو ولایت ارغیان شمرده می‌شده‌است.
در (قرون هشتم تا دهم ه‍.ق) در حدود سال (۷۸۲ هـ) زمانی که تیمور به اسفراین حمله می‌کند پس از تخریب شهر در هنگام بازگشت به سمرقند برای نیرو گرفتن چهارپایان در مرغزارهای ولایت جهان و ارغیان چند روزی توقف می‌کند و در همین زمان حاکمان این ولایت را از بین می‌برد.
در (قرون یازدهم و دوازدهم ه‍.ق) دوره صفویه در نام ولایت جهان و ارغیان یک تغییر اندکی صورت می‌گیرد و آن حذف «و» می‌باشد و به صورت ولایت جهان ارغیان یاد می‌شود ولی از لحاظ سیاسی این ولایت نیز مانند شهر اسفراین محل تاخت تاز ازبک‌ها قرار می‌گیرد و صدمات جبران‌ناپذیری می‌بیند.
کلنل ادوارد ییت در سال ۱۸۹۷ که خود به منطقه اسفراین سفر کرده و عیناً منطقه را مشاهده کرده در سفرنامه خود خراسان و سیستان راجع به ارغیان می‌نویسد:
تمام ناحیه بام و صفی‌آباد در اشغال ترکهای بغایری بود که شمار آن‌ها به ۱۳۰۰ خانوار می‌رسید. اینان دو تیره بودند، تیره ای که جزء بام محسوب می‌شدند ۸۰۰ خانوار و تیره ای که صفی‌آباد بودند که شمار آن‌ها ۵۰۰ خانوار بود… طبق نظر صنیع الدوله بغایریها تیره ای از ترکان گرایلی هستند که توسط هلاکوخان از قراقوم به خراسان آورده شدند. تمام آنچه را که ما توانستیم در مورد کلمه ارغیان دریابیم این بود که، این نام به شهری در پای کوه‌های واقع در سه چهار مایلی بام گفته می‌شد.
گای لسترنج در کتاب سرزمین‌های خلافت شرقی در مورد راونیر و بان که از قریه‌های ارغیان می‌باشد، وی همچنین از سبنج یا اسبنج که هنوز در جنوب باختری جاجرم سر راه بسطام باقی است نیز اسم برده‌است»

## آب و هوای روستا
آب و هوای روستا مرطوب با تابستان‌های خنک و زمستان‌های سرد است. درجه حرارت هوا در گرمترین موقع سال در ماه‌های مرداد (برج اسد) و شهریور (برج سنبله) تا ۲۲درجه سانتیگراد می‌رسد و بارش باران به صورت پراکنده از اوایل ماه فروردین تا دی ماه (برج جدی) است.

## رودخانه‌ها
- کال آب آجوقی
- کال ولایت
- رودخانه کال شوآن
- رودخانه کال آجوقی

## آثار باستانی

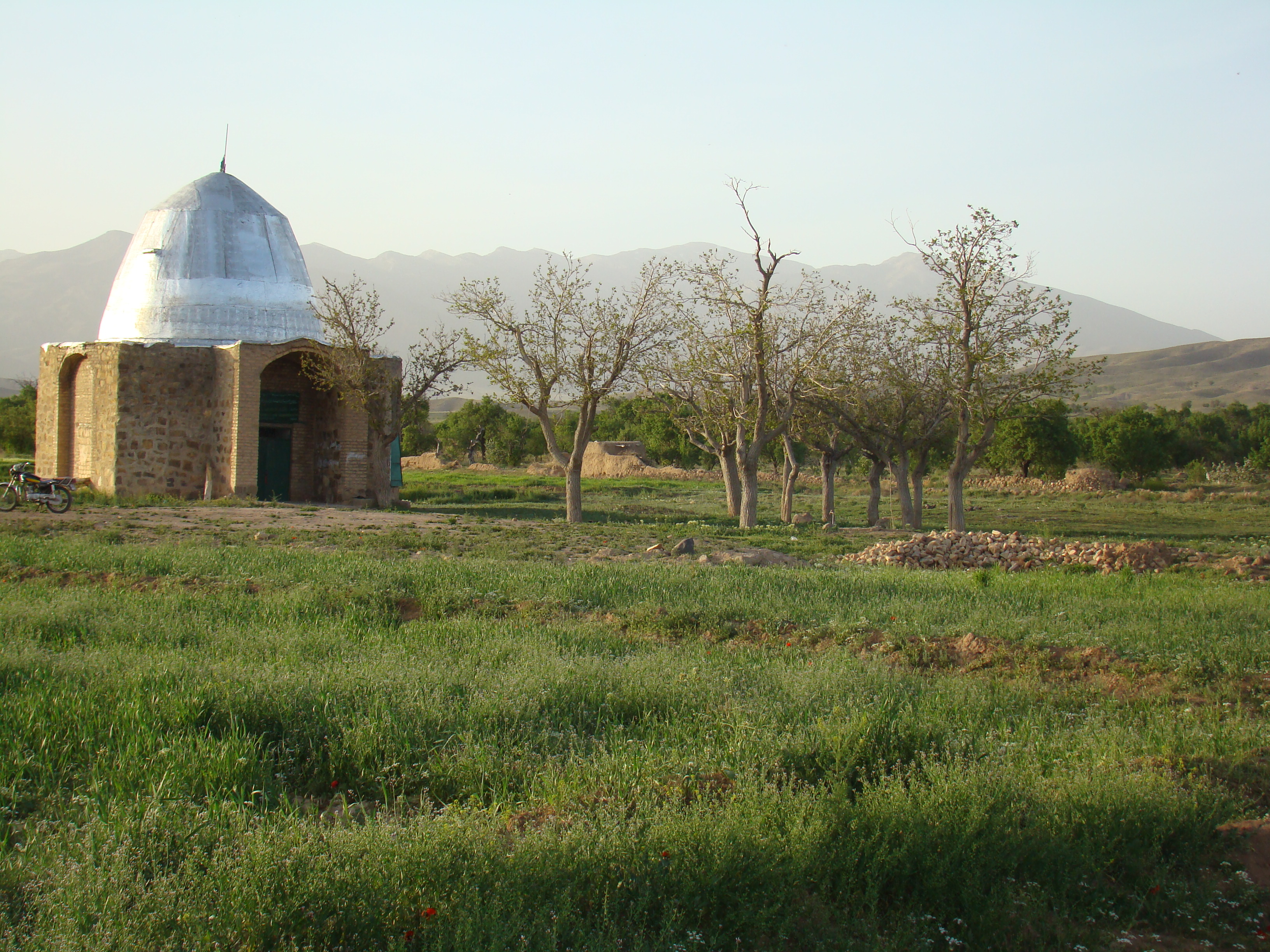
امامزاده سلطان مصیب واقع در۳ کیلومتری جنوب روستای بام

- نانوی تپه
- محوطه کهنه بام
- تپه نقیم
- امامزاده سلطان مصیب

## جمعیت
بر پایه سرشماری عمومی نفوس و مسکن در سال ۱۳۹۵، جمعیت این روستا برابر با ۱٬۳۶۸ نفر (۴۹۲ خانوار) بوده‌است.